# Torpeda Tp 61
Torpeda Tp61 – szwedzka torpeda okrętów podwodnych kalibru 533 mm, przeznaczona do zwalczania okrętów nawodnych. Torpeda naprowadzana jest przewodowo, w razie jednak zerwania stałego połączenia, naprowadzanie przejmowane jest przez wewnętrzny pasywny układ samonaprowadzania pocisku. Torpeda typu 61 napędzana jest paliwem dla którego utleniaczem jest wysoko stężony nadtlenek wodoru (85-98% high-test-peroxide – HTP). Uwolnienie atomu tlenu z HTP jest bardzo gwałtownym procesem wywołującym uwolnienie dużej ilości ciepła, zaś przy zmieszaniu substancji z paliwem w postaci kerozyny, czy oleju napędowego, ilość uwalnianego ciepła wzrasta wielokrotnie, co stanowi doskonałe źródło energii dla torpedy. Ciepło wykorzystywane jest w niej do wytworzenia napędzającej turbinę pary.
Projekt torpedy powstał dzięki zakupowi w Wielkiej Brytanii projektu nieudanej brytyjskiej torpedy Mark 12 Fancy, która po katastrofie HMS „Sidon” (P259) w 1955 roku, została wycofana z użytku w Royal Navy. Projekt został ulepszony w Szwecji, i po zastąpieniu silnika turbinowego tłokowym, torpeda pod oznaczeniem 61 w 1966 roku weszła do służby w szwedzkiej marynarce wojennej, a później także we flotach Danii i Norwegii. W 2003 roku wraz z darowanymi przez Norwegię okrętami podwodnymi typu Koben, użytkownikiem Tp 61 została także polska Marynarka Wojenna.
Torpeda była produkowana w wersjach:
- Tp 611 - naprowadzana przewodowo
- Tp 612 - niekierowana
- Tp 613 - naprowadzana przewodowo lub po przerwaniu przewodu samonaprawadzająca się akustycznie.
- Tp 617 - eksportowa wersja Tp 613

Torpedy Tp 61 produkował Forenade Fabriksverken (FFV). Przeznaczone były wyłącznie do zwalczania celów nawodnych, ponieważ według szwedzkiej doktryny do zwalczania okrętów podwodnych miały służyć lekkie torpedy Tp 41 i jej następcy.
Torpeda Tp 61 miała głowicę bojową o masie 240 kg. W głowicy bojowej zainstalowane były także czujniki akustyczne. Za głowicą bojową znajdował się przedział elektroniki mieszczący także bęben z kablem łączącym wystrzeloną torpedę z wyrzutnią. Następny przedział mieścił zbiorniki nadtlenku wodoru (utleniacz) i powietrza (napędzało żyroskopy i przetłaczało paliwo i utleniacz ze zbiorników do generatora). W następnym przedziale znajdował się generator, w którym spalane było paliwo i silnik. Produkty spalania napędzały 12-cylindrowy silnik zbudowany w układzie podwójnej gwiazdy, który za pośrednictwem przekładni i wału napędowego napędzały dwie, przeciwbieżne śruby. Torpeda mogła poruszać się z dwiema prędkościami. 
Torpedy Tp 613/617 były używane przez marynarki wojenne Szwecji, Danii, Norwegii i Jugosławii. Od 2003 roku znajdują się także na uzbrojeniu PMW jako uzbrojenie okrętów podwodnych typu Kobben. W Szwecji jest sukcesywnie zastępowana nową Tp 62.

## Dane taktyczno techniczne
|                      | Tp 613       | Tp 617       |
| -------------------- | ------------ | ------------ |
| Masa                 | 1765 kg      | 1865 kg      |
| Masa głowicy bojowej | 240 kg       | 240 kg       |
| Długość              | 7,03 m       | 6,98 m       |
| Zasięg (prędkość)    | 18 km (34 w) | 20 km (40 w) |